# Wahlenbergia appressifolia
Wahlenbergia appressifolia är en klockväxtart som beskrevs av Olive Mary Hilliard och Brian Laurence Burtt. Wahlenbergia appressifolia ingår i släktet Wahlenbergia och familjen klockväxter. Inga underarter finns listade i Catalogue of Life.